# Gregbrownia
Gregbrownia é um género de plantas com flores pertencentes à família Bromeliaceae.
A sua distribuição nativa vai do Equador ao norte do Peru.
Espécies:
- Gregbrownia brownii (H.Luther) W.Till & Barfuss
- Gregbrownia fulgens (L.B.Sm.) W.Till & Barfuss
- Gregbrownia hutchisonii (L.B.Sm.) W.Till & Barfuss
- Gregbrownia lyman-smithii (Rauh & Barthlott) W.Till & Barfuss